# Time Lapse (filme)
Time Lapse é um filme de ficção científica americano de 2014, dirigido por Bradley D. King e estrelado por Danielle Panabaker, Matt O'Leary e George Finn. A história se concentra em um grupo de amigos que descobrem uma máquina fotográfica que mostra o futuro. Após usá-la para benefícios pessoais, fotos perigosas e perturbadoras são reveladas, causando loops cada vez mais complexos. Estreou em 18 de abril de 2014 no Festival Internacional de Cinema Fantástico de Bruxelas.

## Enredo
Finn (Matt O'Leary) é um pintor com um bloco criativo, que vive junto com sua namorada Callie (Danielle Panabaker) e seu melhor amigo Jasper (George Finn) em um complexo de apartamentos onde Finn trabalha como gerente. Como o inquilino idoso Sr. Bezzerides (informalmente chamado de "Sr. B" pelos protagonistas) não paga seu aluguel há dois meses, Callie o verifica e descobre uma máquina estranha em seu apartamento que tira fotos Polaroid da janela de sua sala de estar — aparentemente 24 horas no futuro, sempre às 20h, embora a exibição de fotos do Sr. B inclua fotos diurnas e algumas fotos estejam faltando. Os amigos examinam a unidade de armazenamento do Sr. B e encontram seu cadáver inexplicavelmente carbonizado; ele aparentemente está morto há uma semana. O viciado em jogos Jasper pressiona para usar a máquina para ganhar apostas, mas perde, e a foto do dia seguinte confirma que eles farão exatamente isso. Também mostra que Finn finalmente criou uma nova pintura; copiando o trabalho na foto faz com que ele vá além de seu bloco. Com base no que aconteceu com o Sr. B e nas anotações em seu diário, eles teorizam que precisam garantir que os eventos nas fotos - sejam eles quais forem - tenham que ocorrer, ou sua linha do tempo será interrompida e, portanto, deixarão de ser.
Vários dias se passam. Os amigos encobrem o desaparecimento do Sr. B, inclusive mentindo para o segurança do complexo, Big Joe, alegando que o velho está no hospital. Depois de uma semana eles têm uma foto perturbadora: Callie beijando Jasper, enquanto Finn pinta no fundo. Sentindo que precisam fazer o que está na foto, eles posam às 20h da noite seguinte. Mas o beijo real continua por muito mais tempo enquanto Finn pinta, e ele fica com raiva e com ciúmes.
A próxima foto mostra o violento agenciador de apostas de Jasper, Ivan, no apartamento. Sem saber por que ele estaria lá, Jasper liga para ele na manhã seguinte, dizendo que não fará nenhuma aposta naquele dia. A ligação levanta suspeitas de Ivan e ele visita Jasper naquela noite, aprendendo sobre a máquina. Ivan obriga os amigos a posarem para as fotos, com muitos outros resultados para Ivan fazer apostas. A amizade de Finn e Jasper é prejudicada por esses eventos, pois Ivan mantém a foto de cada noite, impedindo Finn de ver sua pintura. Jasper consegue tirar uma foto de celular da próxima foto antes de entregá-la ao capacho de Ivan, Marcus. Esta foto mostra um crânio e ossos cruzados feitos às pressas na tela, que Jasper acredita ser um aviso para eles mesmos, então ele esconde armas (uma faca de cozinha, taco de golfe e martelo) perto do sofá.
Na noite seguinte, Finn encontra Big Joe no portão, que acaba de conseguir um emprego como policial. Marcus vê a reunião e liga para Ivan, que não acredita na história sobre Big Joe. Ivan ameaça todos eles, mas Jasper o convence de que a nova foto desta noite é da morte de Ivan nas mãos de Marcus. Enquanto Ivan está recuperando a foto, Jasper esfaqueia Marcus, depois bate em Ivan até a morte em seu retorno. Eles escondem os corpos na unidade de armazenamento do Sr. B. Finn e Callie brigam, então Finn dorme no sofá. Mais tarde naquela noite, eles são visitados pelo colega do Sr. B, Dr. Heidecker, que está procurando o Sr. B. Finn e Jasper não podem manter suas histórias corretas sobre a Sr. B, então o Dr. Heidecker aponta uma arma para eles e força-os a confessar. O Sr. B havia enviado a Heidecker uma foto que cobre a noite seguinte, mas tirada antes de sua morte, o que significa que a máquina pode ser configurada para tirar fotos com mais de 24 horas de antecedência. A foto mostra sangue na janela, o chapéu do Sr. B no sofá dos amigos (Jasper passou a usar o chapéu do morto) e uma foto de uma bobina verde que lembra o dispositivo quebrado no chão ao lado do cadáver do Sr. B. Heidecker teoriza que o "tempo" não matou o Sr. B por tentar mudar o futuro - ele derrubou uma bobina em sua unidade de armazenamento e o gás liberado o matou. Como ele não sabe como ajustar as configurações da máquina, Jasper mata Heidecker com a arma de Ivan.
A foto da noite seguinte mostra Callie e Jasper fazendo sexo na janela com Finn inconsciente no sofá. Finn conversa com Jasper para tentar criar um meio de evitar eventos, mas Jasper o nocauteia e o trava na unidade de armazenamento do Sr. B - ele não acredita na teoria do Dr. Heidecker e pretende evitar um paradoxo, garantindo que a foto aconteça, não importa o que aconteça. Tentando encontrar uma saída da unidade de armazenamento trancada, ele procura na bolsa de Heidecker e encontra a foto que inclui sangue na janela, o chapéu do Sr. B no sofá e a pintura na bobina, e percebe que ele precisa pintá-la no futuro do dia seguinte, para que o Sr. B morra no depósito em primeiro lugar, permitindo que ele escape usando as chaves do Sr. B. Ele escapa e vai para a máquina. Ele liga para Jasper, que o vê na máquina, e ameaça destruí-la se Jasper não parar. Uma briga se inicia, culminando com Callie esmagando a cabeça de Jasper. Ao fazer a pintura para combinar com a foto de Heidecker, Finn percebe uma discrepância. Ele descobre que a câmera também tira uma foto às 8 da manhã, uma verdade que Callie guardou para si mesma. Callie revela que está usando a foto da manhã para enviar mensagens para manipular eventos e reavivar seu relacionamento com Finn; a foto de sexo é uma das que estão desaparecidas na parede do Sr. B, de uma noite bêbada há um mês (as outras fotos ausentes são aquelas de Callie e Jasper sendo carinhosas, que ela tirou da parede quando descobriu a máquina). Finn rejeita Callie e vai destruir a máquina, então ela atira nele, criando o respingo de sangue na janela da foto de Heidecker - ela pensa que se ela se enviar uma mensagem na janela quando a foto for tirada, ela enviará uma mensagem para 24 horas atrás, impedindo que esses eventos aconteçam. Enquanto Callie está tentando gravar uma nota para si mesma na janela, Big Joe passa por lá, descobre Jasper e Finn assassinados e a prende.
Como Callie é levada por Joe - confiante de que a linha do tempo será redefinida - a nota que ela deixou cai da janela, tornando permanentes os eventos que ocorreram. A câmera tira a foto que o Sr. B enviou ao Heidecker antes de morrer e gera outra foto, que não foi revelada.

## Elenco
- Danielle Panabaker como Callie
- Matt O'Leary como Finn
- George Finn como Jasper
- Amin Joseph como Big Joe
- Jason Spisak como Ivan
- David Figlioli como Marcus
- Sharon Maughan como Dr. Heidecker
- Judith Drake como Mrs. Anderson
- John Rhys-Davies como Mr. Bezzerides

## Influências
A premissa de poder ver 24 horas no futuro também é a base de vários outros filmes e programas de televisão "Who is Running?", "Early Edition", "The Queer Story of Brownlow's Newspaper", uma história de H. G. Wells que foi transformada em episódio de "The Infinite Worlds of H. G. Wells" e "Paradox".
A dinâmica do relacionamento entre os três personagens principais e a localização única em Time Lapse também são extraídas do filme de Danny Boyle de 1994, "Shallow Grave". Como um drama de baixo orçamento focado no paradoxo do tempo, ele foi comparado ao Shane Carruth em "Primer".
Time Lapse também tem vários elementos em comum com o episódio 46 de "The Twilight Zone", chamado "A Most Unusual Camera": existem 3 protagonistas, dois homens e uma mulher, eles possuem uma câmera que pode tirar fotos de 5 minutos no futuro e eles também o usam para ganhar dinheiro com corridas de cavalos.

## Recepção
A recepção crítica para o lapso de tempo foi positiva. No site de agregação de críticas Rotten Tomatoes, o filme possui uma taxa de aprovação de 76% com base em 17 avaliações, com uma classificação média de 6,05 / 10.
Bloody Disgusting elogiou o filme, e o The Hollywood Reporter o elogiou por fazer "o máximo de uma premissa simples de provocar o cérebro". O Digital Journal também elogiou o filme, escrevendo: "Não é nada convencional ou particularmente inovador, mas é uma peça sólida de contar histórias". Variety também revisou o filme positivamente, afirmando que "a foto nunca parece claustrofóbica, apesar de estar confinada ao apartamento dos protagonistas. Todas as contribuições de tecnologia / design são inteligentes, mas discretas, nunca tirando a atenção de uma narrativa engenhosa, medida sem pressa ainda. termos sempre envolventes".

## Prêmios
- Best Actor/Actress por Danielle Panabaker no London Independent Film Festival (2014, ganhou)
- Best Feature no Fantaspoa International Fantastic Film Festival (2014, ganhou)
- Best Feature no Thriller Chiller Film Festival (2014, ganhou)
- Best Feature no Portsmouth International Film Festival (2014, ganhou)
- Best Feature no Atlanta Underground Film Festival (2014, ganhou)
- Best Feature no Burbank International Film Festival (2014, ganhou)
- Best Feature no Austin Other Worlds (2014, ganhou)
- Best International Feature no London Independent Film Festival (2014, ganhou)
- Best Foreign Feature no Fantafestival (2014, ganhou)
- Best Drama Feature no Atlanta Horror Film Festival (2014, ganhou)
- Best Feature Audience Award no Ithaca International Fantastic Film Festival (2014, ganhou)
- Best International Sci-Fi Feature no Trieste Science+Fiction Festival (2014, ganhou)
- Best Sci-Fi Feature no Feratum Film Festival (2014, ganhou)
- Golden Honu Award for Best Feature no Big Island Film Festival (2014, ganhou)
- Best Horror/Sci-Fi Feature no Crystal Palace International Film Festival (2014, ganhou)
- Shriekfest Award for Best SciFi Feature no Shriekfest (2014, ganhou)
- Vortex Grand Prize Best Sci-Fi Feature no Rhode Island International Horror Festival (2014, ganhou)
- Best Screenplay no Maverick Movie Awards (2014, ganhou)
- Best Screenplay no Orlando Film Festival (2014, ganhou)
- Best Screenplay no Austin Other Worlds (2014, ganhou)
- Best International Screenplay no Rojo Sangre Film Festival (2014, ganhou)
- Indie Cities Breakthrough Film no Twin Cities Film Festival (2014, ganhou)